# Ohiya
Ohiya est une localité du Sri Lanka située dans le district de Badulla et la Province d'Uva, au centre-sud du pays. Avec une altitude de 1 774 m, c'est le point le plus élevé du district.
Le village est situé sur la ligne de chemin de fer reliant Colombo à Badulla.
En 2008 la population était estimée à 352 personnes, pour la plupart cingalaises et bouddhistes.